# جسیکا هاوکینز
جسیکا مری هاوکینز (متولد ۱۶ فوریه ۱۹۹۵) راننده مسابقه‌ای و راننده بدل‌کاری اهل ایست همپشر، انگلستان است. او در حال حاضر در مسابقات قهرمانی جی‌تی بریتانیا در سال ۲۰۲۴ برای تیم بیچدین موتوراسپرت رانندگی می‌کند.
هاوکینز اولین حضور حرفه ای خود در مسابقات اتومبیلرانی را در فرمول فورد بریتانیا در پیست سیلورستون انجام داد، حضور در دو مسابقه و قرار گرفتن در بین ده نفر برتر عملکرد خوب او باعث شد که توسط فالکون موتوراسپورت برای رقابت در مسابقات قهرمانی فرمول ام‌اس‌آی ۲۰۱۵   انتخاب شود. 

او از مسابقه چهارم وارد این مسابقات شد و با نیمی از مسابقات قهرمانی ده مسابقه را تکمیل کرد - دو بار در رده یازدهم قرار گرفت و در رده‌بندی کلی قهرمانی در رده ۲۳ قرار گرفت.

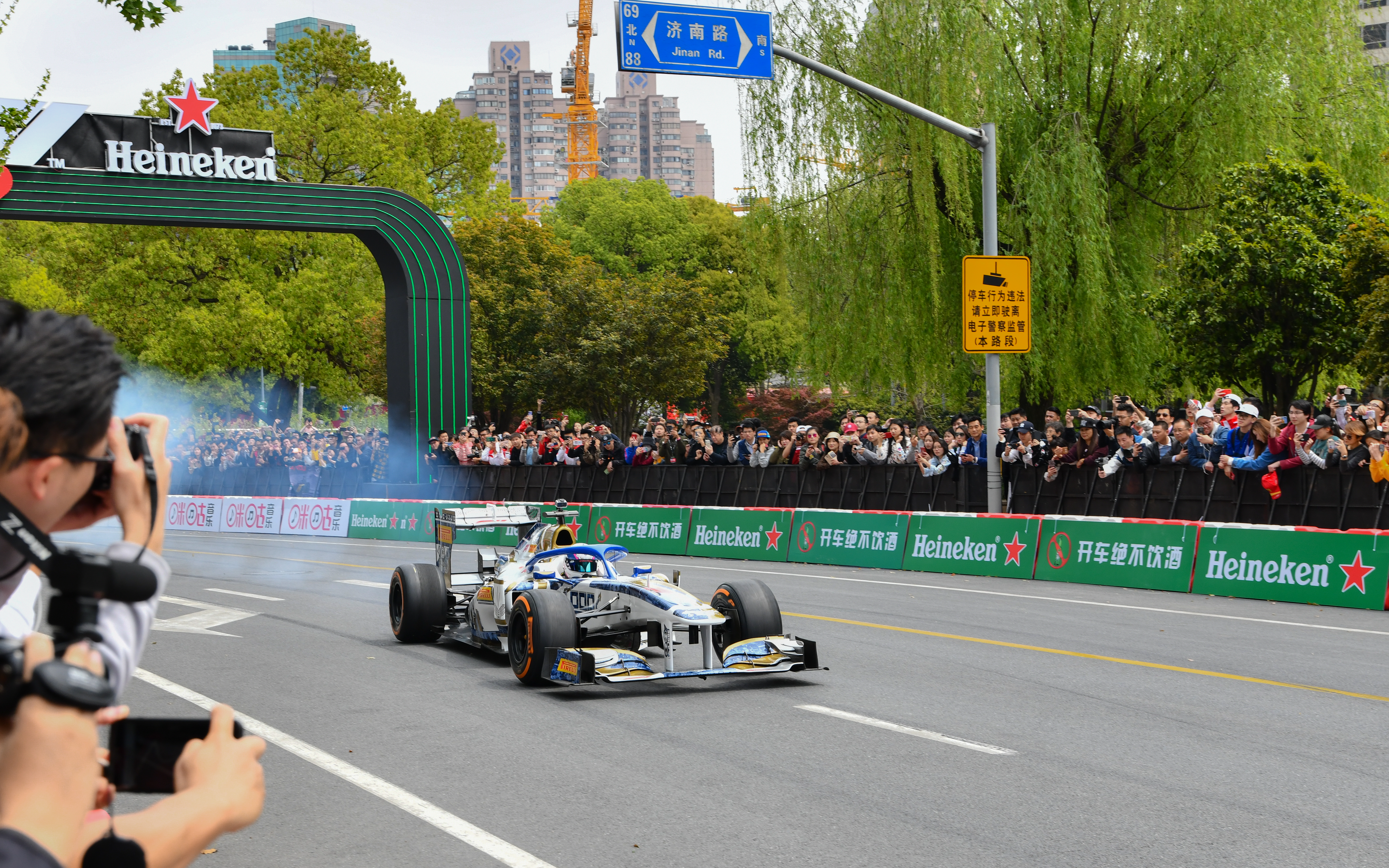
هاوکینز در حال رانندگی با خودرو سائوبر سی۳۰

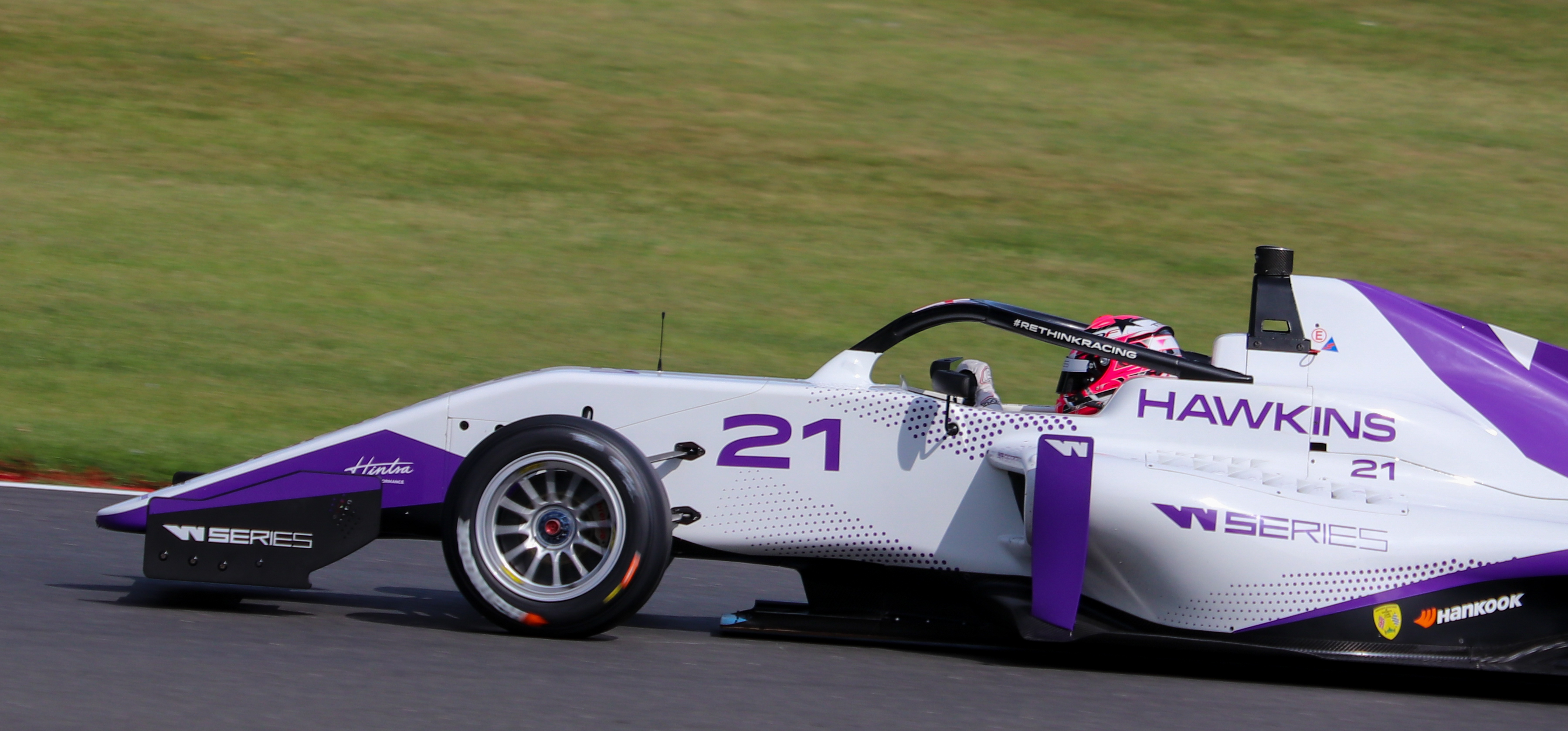
هاوکینز در مسابقات سری زنلن در پیست برندز هچ

## زندگی شخصی
هاوکینز در حال حاضر با ابی ایتون، که او نیز یک راننده اتومبیلرانی بریتانیایی است، در رابطه است.